# 5379 Abehiroshi
5379 Abehiroshi eller 1991 HG är en asteroid i huvudbältet som upptäcktes den 16 april 1991 av de japanska astronomerna Satoru Otomo och Osamu Muramatsu i Kiyosato. Den är uppkallad efter japanen Hiroshi Abe.
Asteroiden har en diameter på ungefär 6 kilometer.